# Политические партии Ирана
Конституция Исламской Республики Иран (ИРИ), принятая в 1979 году, предусматривает существование в стране политических партий. Статья 26-я провозглашает, что «Партии, политические и профессиональные общества и организации, исламские общества и признанные религиозные меньшинства свободны, но при условии, что они не будут нарушать принципы независимости, свободы, национального единства, исламских норм и основы Исламской Республики. Никому нельзя запретить в них участвовать и никого нельзя принудить к членству в какой-либо организации».
С конца 1980-х годов в Иране сформировалась двухполюсная партийная система, в рамках которой доминируют две политические силы: принципалисты (консерваторы) и реформисты. Принципалисты поддерживают теократию и выступают в защиту принципов Исламской революции. По словам иранского политика и учёного Хоссейна Мусавяна, «Принципалисты составляют основное правое / консервативное политическое движение в Иране. Они более религиозно ориентированы и более тесно связаны с клерикальным истеблишментом из Кума, чем их умеренные и реформистские соперники». Их оппоненты из реформистского лагеря выступают за изменение иранской политической системы в сторону большей либерализации и демократизации, а также за прекращение конфронтации с Западом.

## Партийная система
Партийная система Ирана отличается от подобных систем Западного мира. Заслуженный профессор Королевского военного колледжа Канады Хучан Хассан-Яри считает, что в Иране нет политических партий в западном понимании. По его мнению, иранские партии представляют собой группы сторонников того или иного политика, которые активизируются только в период выборных кампаний, после их окончания переходя в «спящий режим». Они не имеют штаб-квартир, постоянных отделений в регионах и городах, программ и членства. Ещё одно отличие иранских партий от партий Запада, отсутствие у них цели захвата власти, так как реальной властью в Иране обладает Высший руководитель, избираемый Советом экспертов и подотчётный только ему. Именно Высший руководитель определяет общую политику страны и контролирует исполнение общей политической линии государства, осуществляет главное командование Вооружёнными силами, решает споры между тремя ветвями власти, назначает людей на ключевые посты в государстве: начальника объединённого штаба, главнокомандующих Вооружёнными силами, Корпуса Стражей Исламской революции и внутренними войсками, председателей судов, руководителя полиции и командующих всеми родами войск, а также шестерых из двенадцати членов Совета стражей конституции. В этих условиях, по мнению Хассана-Яри, не имеет большого значения, кто выиграет президентские или парламентские выборы.
Фариде Фархи из Гавайского университета в Маноа считает, что в Иране «отсутствуют хорошо развитые партии» и что иранские партии «больше похожи на элитные блоки с ограниченным членством», которые используются как средства для проведения выборных кампаний. Партийную политику в парламенте Ирана Фархи описывает следующим образом: «Оказавшись в Меджлисе, различные политические клики или течения действовали как фракции, которые плавно превращаются в коалиции большинства и меньшинства. Но эти коалиции также трудно дисциплинировать. И отдельные члены оказываются подвержены влиянию извне».

## Правовая база
Мехран Тамадонфар, профессор политологии Университета штата Невада (США), считает, что иранское законодательство не отличает партии от других организаций гражданского общества, одновременно накладывая «большие ограничения на создание и роль политических партий и групп в стране». По его мнению, Закон о партиях, принятый в 1981 году, ставит партийные организации, финансы, руководство, идеологии и действия под государственный надзор.
Закон о политических партиях от 1981 года, в который в последний раз вносились поправки в 1989 году, определяет политическую партию как «организацию, которая имеет манифест и устав и учреждена группой лиц, приверженных определённой идеологии». Регистрацией партий занимается Министерство внутренних дел, при этом требуется подтверждение «Комиссии по 10-й статье». После получения разрешения партия в обязательном порядке публикует свой устав и манифест в официальной газете. Все партии обязаны информировать МВД о любых изменениях в уставе, программных документах и руководстве. «Комиссия по 10-й статье» может «приостановить действие разрешения группы», если обнаружит, что «объявленные изменения в манифесте или уставе противоречат статье 14-й или новые члены совета директоров не соответствуют требованиям, указанным в статье 8-й [sic!]».
В статье 7 Закона о партиях перечислены группы людей, которым «запрещено создавать или входить в совет директоров любых политических групп и партий», среди них сотрудники САВАКа (тайная полиция шахского Ирана), масоны, лица, которые в 1953—1979 годах были министрами или членами Сената или Конгресса, члены партии Растахиз и все те, чьи социальные права были аннулированы судебными решениями в соответствии с исламскими законами.
16-я статья Закона о партиях запрещает политическим группам, в том числе, получение финансовой и материальной помощи от иностранцев, антиисламскую пропаганду, распространение обвинений, клеветы и слухов, и так далее.

## История

### Каджарский Иран
Первыми партиями в истории Ирана стали армянские (Социал-демократическая партия «Гнчак» — первая социалистическая партия на территории Ирана, и Армянская революционная федерация в Иране — образована в 1890-х годах как часть партии Дашнакцутюн) и эмигрантские (Социалистическая революционная партия и «Ичтимаи-е-Амиюн» («рус. Социал-демократия»), созданные в 1900-х годах в Баку рабочими-эмигрантами из Иранского Азербайджана). Позднее, «Ичтимаи-е-Амиюн» перенесла центр своей деятельности в иранский Тебриз.
В 1905 году в Персии (так тогда назывался Иран) началась Конституционная революция (1905—1911), которая привела к временному отстранению от власти династии Каджаров, принятию конституции и созданию парламента (Меджлиса). Принятие в 1906 году конституции дало толчок процессу активного партийного строительства. В 1909 году были созданы левая Демократическая партия (основана как часть партии «Ичтимаи-е-Амиюн») и консервативная Умеренная партия. В течение конституционного периода эти партии были основными парламентскими силами страны. Демократическая партия раскололась в 1918 году и через год прекратила своё существование, а Умеренная партия была распущена в 1918 году.
В первой половине 1920-х года ведущими парламентскими партиями Ирана стали либеральная Партия Возрождения, созданная молодыми реформистами с западным образованием во главе с бывшими деятелями Демократической партии, консервативная Реформистская партия, организованная на базе Умеренной партии при участии ряда членов Демократической, и левая Социалистическая партия, основанная бывшими членами Демократической партии. Либералы и социалисты поддержали в 1923 году свержение Каджаров и приход к власти Реза Пехлеви. Но в то время как социалисты выступили против восхождения Реза Пехлеви на престол и были запрещены, либералы помогли ему стать новым шахом Ирана.

### Шаханшахский Иран
Укрепляя свою личную власть, шах Реза Пехлеви в 1927 году запретил Коммунистическую и Социалистическую партии, все остальные партии вскоре распались. Многие видные политики лишились мест в меджлисе и были вынуждены прекратить заниматься политикой. Для длительного, 56-летнего правления династии Пехлеви, характерны неоднократные попытки властей создать партию, которая могла бы мобилизовать народную поддержку шахского режима. Первая из них была предпринята в 1927 году, когда министр двора Абдольхусейн Теймурташ создал Партию нового Ирана, объединившую в своих рядах большинство существовавших на тот момент партий и претендентов на должности, в результате чего оказалась малоэффективной и вскоре была распущена. В том же 1927 году министр Теймурташ основал новую проправительственную и прошахскую Партию прогресса по образцу партии Муссолини и партии Ататюрка. Через пять лет, после того как Теймурташ был арестован по подозрению в измене, партия была распущена по обвинению в разжигании «республиканских настроений».
Важный этап в истории партийного строительства пришёлся на 1940-е годы, чему способствовала либерализация Ирана, вызванная отречением шаха Реза Пехлеви. Были созданы марксистско-ленинская Народная партия Ирана (сокр. Туде, преемница Иранской коммунистической партии), националистические Иранская партия и Партия справедливости (создана группой интеллектуалов во главе с журналистом Али Дашти, выступавших за конституционную монархию), пронацистская Голубая партия, антикоммунистическая партия англофилов «Отечество» и другие. Молодой шах Мохаммед Реза Пехлеви, не имея властных полномочий своего отца, много внимания уделял созданию и поддержке прошахских партий. На базе монархической парламентской фракции была образована Партия национального единства. Будучи консервативной, партия бросила вызов комунистической партии Туде, для чего говорила о преимуществах социализма и даже в августе 1944 года переименовалась в Народную партию. В 1947 году была образована ещё одна прошахская партия, Арийская, финансируемая шахским двором. При партии действовало военное крыло, тесно связанное с офицерами Иранской шахской армии. Позднее члены и боевики Арийской партии приняли активное участие в свержении премьера Мосаддыка.
В 1949 году доктор Мохаммед Мосаддык и ряд светских деятелей националистической, либеральной и социал-демократической политической ориентации создают на базе Иранской партии Национальный фронт Ирана, сразу ставший ведущей организацией иранских националистов. Несколько лет фронт находился у власти, но после путча 1953 года утратил её и продолжил свою деятельность в подполье. Во время иранской революции Национальный фронт поддержал установление Исламской Республики. Запрещён в июле 1981 года, и хотя официально является незаконной организацией, всё ещё действует.
После переворота 1953 года в Иране было введено военное положение, легальная деятельность практически всех партий была запрещена. Либерализация вновь началась лишь в 1957 году, когда было отменено военное положение и возобновлена партийная деятельность. В том же 1957 году шах Мохаммед Реза Пехлеви решил по примеру США создать в Иране двухпартийную систему. 37-й премьер-министр Ирана Манучехр Эгбал основал монархическую, национал-консервативную Партию националистов (Меллиюн), а министр внутренних дел Амир Асадалла Алям создаёт организацию лояльно-либеральной оппозиции — Народную партию (Мардом). В 1963 году на базе партии «Меллиюн» учреждается новая правящая партия управляемой двухпартийной системы — Иране новин («Новый Иран»). 12 лет она фактически являлась партией власти, инструментом политики шаха Пехлеви, проводя курс Белой революции. Во главе партии стояли премьер-министры Ирана Хасан Али Мансур и Амир Аббас Ховейда. В 1975 году объединилась с партией «Мардом» в Партию возрождения иранской нации (Растахиз), так в Иране было положено начало однопартийной системе.

### Исламская республиканская партия
В 1980-х годах фактически единственной легальной партией в Иране являлась Исламская республиканская партия (ИРП), созданная спустя две недели после революции, 19 февраля 1979 года, по решению аятоллы Хомейни с целью облегчения установления в стране режима исламской республики. В середине 1980-х годов число членов партии достигло 5 миллионов человек.
Постепенно внутри ИРП усилилась борьба между различными фракциями. В основном дискуссии касались Ирано-иракской войны, вопроса открытия страны иностранному капиталу, распространения идей исламской революции, некоторых аспектов экономической политики (в первую очередь государственного регулирования экономики) и степени влияния религии на политическую жизнь. Отмечается также, что определённое влияние на распад партии оказало и отсутствие других политических сил, способных с ней конкурировать. Партия прекратила своё существование 2 июня 1987 года, когда предложение об этом, вынесенное Рафсанджани и Хаменеи, было одобрено Хомейни. Официально ИРП была распущена по причине «решения исторических задач, для которых она создавалась», фактически — из-за внутренних разногласий; последняя причина фактически признаётся ключевой и в современном Иране. В числе возможных причин, помимо внутреннего конфликта, называется опасение Хомейни касательно превращения партии в «оплот радикальных активистов», поддерживавших Мусави.

## Список зарегистрированных партий
По данным на февраль 2016 года Министерством внутренних дел Ирана зарегистрировано более 250 политических партий.

### Принципалисты
Ведущие консервативные партии Ирана:
- Ассоциация воинствующего духовенства (1977) — традиционалистская консервативная клерикальная политическая организация. Была партией большинства в Меджлисе 4-го и 5-го созывов.[28] На выборах 2016 года Ассоциация воинствующего духовенства смогла получить 66 из 88 мест (75 %) в Совете экспертов 5-го созыва. Имеет большое влияние на неизбираемые институты, такие как судебная система, Совет стражей конституции и Корпус Стражей Исламской революции.[29] Генеральный секретарь с 30 мая 2018 года Мостафа Пур-Мохаммади.[30]
- Общество преподавателей семинарии Кума (1961) — организовано учениками аятоллы Хомейни. Правая, идеи базируются на джафаритском мазхабе и политико-правовой доктрине шиитов-двунадесятников «Государство просвещённых». Лидер — бывший глава судебной власти Ирана Мохаммад Язди[англ.].
- Исламская коалиционная партия — консервативная исламистская партия, в экономике придерживается принципа невмешательства и фискального консерватизма. Лидер — инженер и консервативный политик Мостафа Мирсалим.
- Общество приверженцев Исламской Революции[англ.] (1995) — консервативная партия, среди членов которой много ветеранов Ирано-иракской войны. Создана группой бывших членов правого крыла организации ОМИР[англ.]. Одним из основателей партии и её лидером был Махмуд Ахмадинежад, шестой президент Ирана (2005—2013).
- Фронт устойчивости Исламской революции — политико-идеологическое объединение, которое возникло в 2011 году после событий, связанных с президентскими выборами 2009 года, а также одиннадцатидневного отсутствия Махмуда Ахмадинежада и «девиантного течения»(скандала, связанного с Эсфандияром Машаи, первым вице-президентом Ирана). Крайне правая, идеология: «Государство просвещённых», консерватизм, фундаментализм, правый популизм. Генеральный секретарь — Мортеза Ага-Теграни[англ.].
- Исламский Иранский фронт сопротивления — политическое движение во главе с Мохсеном Резайи, основанное после выборов в 2011 году. Центризм; вилаят аль-факих, принципализм.
- Фронт товарищей за эффективность и трансформацию исламского Ирана — создан в 2015 году бывшими министрами парламентариями, близкими к 6-му президенту Ахмадинежаду. Идеология: «Государство просвещённых».

Остальные:
- Общество «Зейнаб»[англ.] (1986) — традиционалистская женская культурная и пропагандистская группа, связанная с Фронтом последователей линии Имама и Лидера. Основана членом парламента Марьям Бехрузи с личного одобрения аятоллы Хомейни. Известна лоббированием гендерных вопросов в исламской призме.
- Исламское общество инженеров (1988) — близка к Ассоциации воинствующего духовенства и Исламской коалиционной партии. Генеральный секретарь — Мохаммад-Реза Бахонар[англ.].
- «Федаины ислама» (1989) — была основана в 1946 году и зарегистрирована как политическая партия в 1989 году. Первоначально террористическая организация, боровшаяся за очищение ислама в Иране путём избавление его от «развращённых людей» посредством тщательно спланированных убийств некоторых ведущих интеллектуальных и политических деятелей. Идеология: политический ислам, исламский фундаментализм, исламское возрождение.
- Исламская ассоциация врачей Ирана (1993).
- Исламское общество работников (1994).
- Исламское общество спортсменов (1998).
- «Зелёная партия[англ.]» (1999) — консервативная партия. Основана Хоссейном Канани Могаддамом как центристская партия «между фундаменталистами и реформистами». Член ICAPP.
- Партия вершин свободомыслия[англ.] — основана в 2000 году, в основном учёными Исламского университета Азад. Участвовали в выборах в Меджлис 2000 года и добились определённого успеха. На президентских выборах 2001 и 2005 годов поддержали Абдуллу Джасби[англ.], президента Исламского университета Азад, и Акбара Хашеми Рафсанджани, президента Ирана, соответственно. На президентских выборах 2009 года партия не поддержала ни одного кандидата. В 2006 году одобрила список коалиции «Два общества» на выборов в Совет экспертов. Правый центр; консерватизм, экспорт революции, исламское возрождение, культурная ксенофобия, антиимпериализм, бюджетное образования, бюджетное здравоохранение.
- Ассоциация сторонников Исламской революции (2003).
- Коалиция независимых волонтёров Ирана[англ.] (2004) — принципалистская политическая партия во главе с социологом Эмадом Афроохом.
- Партия современных мыслителей исламского Ирана (2006) — традиционалистская консервативная правая партия, выступающая за социальную справедливость и социальную свободу, за политику в интересах бедных и диалог с политической элитой.
- Партия развития и справедливости исламского Ирана[англ.] (2007) — консервативная партия, созданная с целью «увеличения общественного участия в политике». Аффилирована с генералом Мохсеном Резайи, командующим КСИР (1981—1997), поддерживала его на президентских выборах 2009 и 2013 годов.
- Общество приверженцев пути Исламской Революции (2008) — создана как фракция в иранском парламенте.
- «Прогрессивный и справедливый народ Исламского Ирана» (2008) — создана Мортезой Талаем при поддержке ряда членов тегеранского муниципалитета, в том числе и мэра Тегерана, Мохаммад-Багера Галибафа.
- Фронт монотеизма и справедливости - сторонники правительства[англ.] — основан в 2012 году. Консервативный избирательный список на выборах в Меджлис 2012 года, связанный с действующим президентов Махмудом Ахмадинежадом и вице-президентом Эсфандияром Рахимом Машаи. Правые; популизм, консерватизм.
- Коалиция «Голос нации»[англ.] — основана в 2012 году. Консервативный избирательный список на выборах в Меджлис 2012 и 2016 годов во главе с Али Мотахари. Первоначально список назывался «Фронт критики правительства», поскольку объединил противников правительства Ахмадинежада на выборах 2012 года. Позиционируется как «умеренные консерваторы», включающая «депутатов-диссидентов, проводящих кампании на более реформистской платформе, подчеркивая права людей и свободу слова в рамках конституции», которые пытаются «сформировать мост между двумя полюсами [то есть реформистами и принципалистами]». Умеренность[англ.], социальный консерватизм, либеральный легализм.
- Фронт исламской бдительности и пробуждения[англ.] — основан в 2012 году. Принципалистский избирательный список для выборов в Меджлис 2012 года во главе с врачом и политиком Шахабодином Садром. Идеология основана на платформе быстрых реформ. Лидер фронта был отстранён от участия в выборах Советом стражей.
- Сторонники дискурса справедливости Исламской революции[англ.] (2012) — принципалистский избирательный список для выборов в Меджлис 2012 года, близкий к вице-президенту Эсфандияру Рахиму Машаи. Поддерживала правительство Махмуда Ахмадинежада (2005—2013). Их список в Тегеране частично совпадал со списком Фронта устойчивости Исламской революции.
- Партия свободы исламского Ирана.

### Реформисты
Ведущие реформистские партии Ирана:
- Ассоциация боевого духовенства (1988) — одна из старейших и крупнейших реформистских партий Ирана. Лидер — Мохаммад Хатами.
- «Лидеры строящегося Ирана[англ.]» (1996) — основана 16 членами кабинета тогдашнего президента Али Акбара Хашеми Рафсанджани, который и после смерти остаётся духовным лидером партии. Новые правые. Идеология: реформизм, технократия, прагматизм, либеральная демократия. Поддерживает свободный рынок и индустриализацию; с большим акцентом на прогресс и развитие. Партия придерживается мнения, что экономическая свобода фундаментально связана с культурной и политической свободой, но нельзя допустить, чтобы она конфликтовала с развитием.
- Исламская рабочая партия[англ.] (1998) — откололась от профсоюза Дом рабочих[англ.]. В иранском политическом спектре считается «исламской левой» или центристской. Поддерживает программы реформ Мохаммеда Хатами, идеология основана на платформе социально ориентированных программ и «защиты прав рабочих».
- Фронт реформистов (1999) — реформистский политический альянс «малоизвестных партий», основан Мостафой Кавакебяном на базе Демократической партии, позднее вышедшей из Фронта. Первоначально назывался Фронт демократии и Фронт консолидации демократии.
- Организация за свободу и справедливость Исламского Ирана (2001).
- Партия национального доверия Ирана (2005) — основана бывшим спикером парламента Мехди Карруби после его поражения на президентских выборах 2005 года. Идеология: реформизм, популизм, хомейнизм. Партия выступает против диктата государственной религии в Иране и за ограничение власть Верховного руководителя, во внешней политике за разрядку с США.
- Партия Союза Исламского Ирана[англ.] (2015). Левый центр. Реформизм, популизм. Большинство членов партии являются бывшими членами Фронта участия исламского Ирана, запрещенного в 2009 году.
- «Голос иранцев[англ.]» (2014). Левый центр. Реформизм, социал-демократия. Большинство членов принадлежало к молодёжному крылу запрещённого Фронта участия исламского Ирана.

Остальные:
- Ассамблея преподавателей и учёных семинарии в Куме[англ.].
- Исламская ассоциация иранских учителей (1991) — реформистская политическая организация и профсоюз учителей. Большинство членов ассоциации являются сотрудниками Министерства образования.
- Исламская ассоциация иранских инженеров (1991).
- Исламская ассоциация Иранского медицинского общества (1993).
- Исламская ассоциация преподавателей университетов (1991).
- Ассоциация последователей линии Имама (1991). Лидер — Хади Хаменеи, младший брат Али Хаменеи. Левая. Идеология: хоменеизм[англ.], «государство просвещённых», реформизм, социал-демократия, антиимпериализм, антисионизм.
- Партия солидарности Исламского Ирана[англ.] (1998). Имела около 50 мест в Меджлисе в 2000—2004 годах. Левый центр. Реформизм, исламская демократия, плюрализм, свобода слова, смешанная экономика.
- Демократическая партия[англ.] (1999). Была организована студентами-активистами из разных городов провинции Семнан с целью продолжения политики бывшего президента Мохаммада Хатами.
- Партия воли иранского народа[англ.] (2001). Была создана ещё в начале 1990-х годов группой студентов факультета права и политических наук Тегеранского университета.
- Ассоциация женщин Исламской Республики[англ.] (1987). Первая официально зарегистрированная партия Исламской Республики Иран.[31] Генеральным секретарем была Захра Мостафави, дочь аятоллы Хомейни. Выступает за внедрение «подлинной исламской культуры», поддержку «прав угнетённых» и борьбу с «имперской культурой, расизмом и сионизмом сверхдержав», а также расширение «научных, интеллектуальных и культурных возможностей» женщин, за права женщин и «расширение участия женщин».[32]
- Исламская ассамблея женщин (1998). Аффилирована с Партией национального доверия.
- «Дом рабочих[англ.]» (1992). Национальный профсоюзный центр, связанный со Всемирной федерацией профсоюзов (ВФП), и зарегистрированная политическая организация.
- Партия народных реформ (2012). Создана священнослужителем Мухаммадом Заре Фумани, бывшего сторонника Мехди Карруби. На выборах 2013 года поддержала кандидатуру Акбара Хашеми Рафсанджани.

Запрещённые реформистские партии:
- Организация моджахедов Исламской Революции в Иране[англ.] (ОМИРИ) — создана в 1991 году левым крылом распавшейся организации ОМИР[англ.]. Небольшая, но влиятельная организация, «круг интеллектуалов и технократов, радикальных в экономической политике, но относительно либеральных в культурных вопросах». Левые; реформизм, левый ислам. Запрещена в 2009 году после «Зелёной революции».
- Фронт участия Исламского Ирана[англ.] — создана в 1998 году. «Иран для всех иранцев», реформизм, исламская демократия, исламский либерализм. Лидером партии был Мохаммад Реза Хатами, брат пятого президента Ирана Мохаммеда Хатами. Запрещена в 2009 году после «Зелёной революции».
- Исламская партия вакфов[англ.] — создана в 2003 году как Комитет по примирению. Представляла собой партию арабского меньшинства в провинции Хузестан. Была принята в Исламский Фронт участия исламского Ирана как его арабского крыло. Получило несколько мест в городском совете Ахваза, а также одно место в Меджлисе. Запрещена по обвинению в «разжигании беспорядков» в Ахвазе в 2005 году и «противодействии системе». После судебного запрета и задержания некоторых членов радикализовалась и присоединилась к Арабскому движению борьбы за освобождение Ахваза[англ.], которое представляет собой сепаратистскую боевую организацию, определённую Ираном как «террористическая».
- «Зелёный путь надежды». Была основана в 2009 году кандидатом в президенты Мир-Хосейном Мусави как организационный орган «Зелёного движения». Запрещена в 2009 году после «Зелёной революции».

## Незарегистрированные
- Паниранистская партия — образована в 1941 году. Не зарегистрирована и технически запрещена, однако продолжает действовать.[33] Ультраправые; паниранизм, ультранационализм, шовинизм, ирредентизм, экспансионизм.
- Национальный фронт Ирана — основана в 1949 году Мохаммедом Мосаддыком и другими светскими лидерами националистической, либеральной или социал-демократической политической ориентации. Несколько лет находился у власти, но после путча 1953 года утратил её и продолжил свою деятельность в оппозиции. Во время иранской революции поддержал установление Исламской Республики.[13] Запрещён в июле 1981 года, и хотя официально является незаконной, всё ещё действует.[14] Центр; иранский национализм, гражданский национализм, секулярный либерализм[англ.], либеральная демократия, социал-демократия.
- Партия иранской нации[англ.] — создана в 1951 году в результате раскола Паниранистской партии, до революции была членом Национального фронта. Не зарегистрирована и технически запрещена, однако продолжает действовать.[34] Правые; иранский национализм, паниранизм, секуляризм.
- Национал-социалистическая рабочая партия Ирана (SUMKA) — основана в 1952 году. Ультраправые; иранский национализм, фашизм, паниранизм, антиарабизм[англ.], нацизм, антисемитизм, антикоммунизм, антиимпериализм, третий путь. Сторонники нацизма продолжают существовать в Иране и активно работают в Интернете.[35] По сообщениям, с 2010 года они составляют медленно растущее меньшинство иранской молодёжи.[36]
- Иранское движение за свободу[англ.] — организовано в 1961 году. Иранский национализм, исламская демократия, исламский либерализм, либеральная демократия, конституционализм.
- Движение воинствующих мусульман[англ.] — основано в 1977 году в результате раскола Освободительного движения народа Ирана[англ.]. Исламский социализм, социал-демократия, антиимпериализм.
- Национальный совет религиозных активистов Ирана[англ.] — образован в 2000 году. Позиционируется как «ненасильственная, религиозная полуоппозиция», в которую входят представители преимущественно среднего класса, интеллектуалов, представители технических профессий, студентов и технократов. Левый центр; религиозный национализм, иранский национализм, постисламизм, умеренные мусульмане, исламская демократия, социал-демократия, республиканизм, ненасилие.

## Партии в изгнании и подпольные

### Монархисты
- Конституционалистская партия Ирана—Либеральные демократы[англ.] — организована в 1994 году. Монархизм, либерализм. Осуждает иранскую революцию и ожидает возвращения монархии под властью Реза Пехлеви. Штаб-квартира в Лос-Анжелесе.
- Шахская ассамблея Ирана (Тондар) — создана в 2004 году. Подпольно-эмигрантская националистическая антиисламистская организация. Выступает против клерикального режима исламской республики, за восстановление в Иране шахской конституционной монархии. Антиисламизм, антиклерикализм, монархизм, иранский национализм. Штаб-квартира в Лондоне.
- Национальный совет Ирана — создан в 2013 году. Зонтичная организация, объединяющая сторонников свергнутого шахского режима, одновременно правительство наследного принца Реза Пехлеви в изгнании. Монархизм, секуляризм. Штаб-квартира в Париже.

### Курдские
- Демократическая партия Иранского Курдистана — основана в 1945 году президентом Мехабадской республики Кази Мухаммедом. Вооружённая левая этническая партия иранских курдов. В настоящее время действует в изгнании в северном Ираке. С 1979 года ведёт постоянную партизанскую войну против правительства Исламской Республики Иран. Выступает за самоопределение курдского народа с последующим отделением или созданием автономии в рамках федерации. Левый центр; курдский национализм, социализм, социал-демократия, прогрессивизм, секуляризм. Член Конгресса национальностей за федеративный Иран[англ.], Социнтерна (консультативное членство), Прогрессивного альянса и Организации наций и народов, не имеющих представительства.
- «Комала[англ.]» — организована в 1969 году. Вооружённая коммунистическая партия иранских курдов. В настоящее время действует в изгнании в северном Ираке. Участвовал в партизанской войне против иранского правительства. Крайне левые; коммунизм, маоизм. Член Конгресса национальностей за федеративный Иран, Социнтерна (наблюдатель), Прогрессивного альянса и Организации наций и народов, не имеющих представительства.
- «Хабат[англ.]» — образована в 1980 году. Выступает за автономию иранского Курдистана. Курдский национализм, автономизм, исламизм, либерализм, представительная демократия.
- Коммунистическая организация Иранского Курдистана[англ.] — организована в 1984 году. Крайне левые; коммунизм, марксизм-ленинизм, интернационализм.
- Партия свободы Курдистана[англ.] — основана в 1991 году как Революционный союз Курдистана. Современное название с 2007 года. Действует как в Иранском, так и в Иракском Курдистане. Стремится к достижению национальных прав курдов в составе демократической федеративной республики Иран. Левый центр; курдский национализм. Ведёт вооружённую борьбу против иранского правительства. Члены партии участвовали в гражданских войнах в Ираке и Сирии, сражаясь против ИГИЛ вместе с другими курдскими силами.
- Партия свободной жизни в Курдистане — образована в 2004 году. Выступает за самоопределение, культурные и политические права иранских курдов. Близка к турецкой Рабочей партии Курдистана; обе партии считают Абдуллу Оджалана своим верховным лидером и идейным вдохновителем. Входит в Союз Общин Курдистана. Ведёт вооружённую борьбу против правительства Ирана. Левые; курдский национализм, демократический конфедерализм, демократический социализм.
- Демократическая партия Курдистана[англ.] — создана в 2006 году в результате раскола Демократической партии Иранского Курдистана. Левый центр; курдский национализм, социализм. Член Социнтерна.

### Азербайджанские
- Национально-освободительное движение Южного Азербайджана (CAMAH) — образовано в 1991 году. Основатель и первый лидер — иранско-азербайджанский публицист, поэт и писатель Пируз Диленчи. В 1995 году лидером стал профессор-азербайджанец Махмудали Чохраганлы, который выиграл выборы в парламент Ирана, но не был туда допущен.
- Движение национального пробуждения Южного Азербайджана — основано в 2002 году в результате раскола CAMAH. Выступает в защиту иранских азербайджанцев, за независимость Южного Азербайджана и за создание единого азербайджанского государства. Левый центр; азербайджанский национализм, сепаратизм, ирредентизм.
- Азербайджанская национальная организация сопротивления — организована в 2006 году. Определяет себя как часть Национального движения Южного Азербайджана, выступает в защиту экономических, политических, социальных, культурных и других прав и свобод иранских азербайджанцев, обвиняя иранские власти в культурной и экономической дискриминации. Азербайджанский национализм, секуляризм, демократия, сепаратизм.

### Арабские
- Национально-освободительное движение Ахваза[англ.] — создано в 1998 году. Арабская националистическая и сепаратистская организация, целью которой является создание в провинции Хузестан в независимого от Ирана государства под названием Ахваз.
- Арабское движение борьбы за освобождение Ахваза[англ.] — создано в 1999 году. Националистическая повстанческая группировка, которая выступает за создание арабского государства в провинции Хузестан независимого от Ирана. Правительство Ирана классифицирует движение как террористическую группу. Арабский национализм, сепаратизм.

### Белуджи
- Народная партия Белуджистана[англ.] — создана в 2003 году. Белуджская националистическая партия, базирующаяся в Иране. Выступает в защиту политических, экономических и культурных прав белуджского народа в Иране, за федеральную, светскую и демократическую политическую систему.

### Левые
- Народная партия Ирана (Туде) — марксистско-ленинская партия, действующая в Иране с 1941 года. Преемница Иранской коммунистической партии (1920—1941). Крайне левые; коммунизм, марксизм-ленинизм. Штаб-квартиры в Берлине и Лондоне. Член Международного собрания коммунистических и рабочих партий и Международного коммунистического семинара[англ.]
- Организация моджахедов иранского народа (Народные моджахеды Ирана) — создана в 1965 году левыми студентами Тегеранского университета, недовольными шахским режимом. Первоначально поддержав Исламскую революцию 1979 года, вскоре перешла в оппозицию к режиму аятолл и начала вооружённую борьбу. Запрещена в 1981 году. Сотрудничала с режимом Саддама Хусейна в Ираке. После оккупации Ирака США и коалиционными силами в 2003 году подписала соглашение о прекращении огня с США и разоружилась. Выступает за свержение руководства Исламской Республики Иран. Разработала современную революционную интерпретацию ислама, основанную на марксистской идеологии. Штаб-квартиры в Париже и в Албании.
- Трудовая партия Ирана — основана в 1965 году после раскола Туде как Революционная партия Туде. Коммунизм, марксизм-ленинизм, антиревизионизм, ходжаизм. Член Международной конференции «Единство и борьба». Штаб-квартира в Германии.
- Организация фидаинов иранского народа (большинство) — появилась в 1971 году в результате раскола леворадикальной ОПФИН на реформистски настроенное большинство и более радикальное меньшинство. Таким образом организация отказалась от вооружённой борьбы и находится в полулегальной оппозиции к режиму аятолл. Демократический социализм, социал-демократия, социал-либерализм, секуляризм, энвайронментализм, прогрессивизм. Член Союза народных фидаинов Ирана[англ.] Штаб-квартира в Кёльне.
- Организация революционных рабочих Ирана — Рабочий путь[англ.] — создана в 1978 году. Крайне левые; коммунизм, марксизм-ленинизм. Штаб-квартира во Франкфурте-на-Майне.
- Иранские народные партизаны-фидаины — леворадикальная организация городских партизан, появившаяся в 1979 году в ходе раскола в ОПФИН. Вела вооружённую борьбу против шахского режима и сменившего его в ходе исламской революции режима аятолл. Марксизм-ленинизм. Штаб-квартира в Лондоне.
- Пролетарская партия Ирана[англ.] — создана в 1979 году, запрещена в 1981 году. Научный коммунизм, марксизм-ленинизм, маоизм, антиимпериализм, «теория трёх миров». Член Международной координации революционных партий и организаций[англ.].
- Социалистическая рабочая партия Ирана[англ.] — создана в 1979 году. Небольшая коммунистическая партия, созданная в результате слияния двух троцкистских группировок, базирующихся за рубежом, — первой в истории Ирана троцкистской группы, основанной иранскими студентами в Лондоне в 1960-х годах, и группы Бабака Захрея, созданной в США с помощью американской СРП. Обе группы не знали друг друга, но были объединены через Воссоединённый Четвёртый интернационал, членом которого и является. Члены партии немногочисленны и малоактивны и не очень влиятельны среди левых в Иране. Штаб-квартира в Англии.
- Национальный совет сопротивления Ирана — организован в 1981 году. Позиционирует себя как широкую коалицию иранской оппозиции, политическое крыло Организации моджахедов иранского народа. Штаб-квартира в Париже.
- Коммунистическая партия Ирана — образована в 1983 году в Иранском Курдистане на базе партии «Комала», Союза коммунистических борцов[англ.] и ряда марксистских и социалистических групп. Борется за политические и социальные права иранского народа, в частности иранских курдов, права женщин, улучшение трудового законодательства и положения рабочих. Крайне левые; коммунизм, марксизм.
- Организация партизан-фидаинов иранского народа (аутентичная) — появилась в 1983 году в результате раскола леворадикальной ОПФИН (меньшинство). Провозглашает себя коммунистической организацией, частью глобального социалистического и рабочего движения, борющегося с неолиберализмом. Марксизм-ленинизм. Базируется в Европе. Член Национального совета сопротивления Ирана.
- Организация партизан-фидаинов иранского народа[англ.] — организована в 1985 году в результате раскола ОПФИН (меньшинство). Марксизм-ленинизм. Базируется в Европе.
- Организация фидаинов (меньшинство) — создана в 1987 году в результате распада ОПФИН (меньшинство). Марксизм-ленинизм. Член Союза народных фидаинов Ирана. Штаб-квартира в Кёльне.
- Рабочая коммунистическая партия Ирана[англ.] — основана в 1991 году. Стремится к свержению Исламской Республики Иран и созданию на её месте Социалистической Республики. Крайне левые; коммунизм, марксизм, операизм, «третий лагерь[англ.]».
- Коммунистическая партия Ирана (марксистско-ленинско-маоистская)[англ.] — создана в 2001 году. Выступает за революцию для создания социалистической республики на месте исламской республики. Является продолжением сарбедарского движения и Союза иранских коммунистов (сарбедаран)[англ.]. Крайне левые; коммунизм, марксизм-ленинизм-маоизм, «новый синтез», секуляризм.
- Рабочая коммунистическая партия Ирана (хекматисты)[англ.] — организована в 2004 году. Позиционирует себя как верного последователя Мансура Хекмата, основателя Рабочей коммунистической партии Ирана. Коммунизм, операизм.
- Альянс левых рабочих[англ.] — крайне левый альянс партий «Организация революционных рабочих Ирана — Рабочий путь», Иранская коммунистическая лига фидаинов, «Социализм и революционная тенденция», Кампания солидарности с иранскими рабочими и Активисты-фидаины (меньшинство).

### Другие
- Партия славных рубежей[англ.] — создана в 1998 году группой светских националистических писателей и журналистов. В качестве названия взята первая строчка из песни «О Иран!». Национализм, секуляризм, либеральная демократия. Штаб-квартира в Лос-Анжелесе.
- Партия зелёных Ирана[англ.] — была основана в Калифорнии в 1999 году. Зелёная политика, либеральная демократия. Штаб-квартира в Германии.
- «Возрождение Ирана[англ.]» — создана в 2018 году 40 активистами в США, Канаде, Европе и Иране как сеть политических действий. Выступает за светскую демократию в Иране либо через республику, либо через конституционную монархию, считая, что точная форма будущей политической системы должна быть определена народом Ирана после свержения Исламской Республики. Либерализм, секуляризм. Штаб-квартира в Вашингтоне.
- Республиканский союз Ирана[англ.] — светская организация, основанная в 2004 году иранскими левыми активистами в изгнании. Классифицируются как значительная часть демократических республиканских оппозиционных групп, члены которых — бывшие марксисты. Республиканизм, секуляризм, либеральная демократия. Штаб-квартира в Берлине.
- Организация иранских республиканцев — создана в 2011 году в результате раскола Республиканского союза Ирана.
- Социал-демократическая партия Ирана — эмигрантская партия, базируется в Германии.

## Исторические партии

### ПартииКаджарского Ирана
- Социал-демократическая партия «Гнчак» — первая социалистическая партия на территории Ирана. Часть армянского национального освободительного движения.
- Армянская революционная федерация в Иране[англ.] — образована в 1890-х годах как часть партии Дашнакцутюн. Сыграла значительную роль в развитии современной иранской политики и внесла большой вклад в иранскую конституционную революцию. Единственная армянская партия, которая существует в Иране.
- Социалистическая революционная партия[англ.] — политическая организация иранских эмигрантов в Баку, действовавшая в 1900-х годах.
- Партия единства и прогресса[англ.] — основана в 1908 году. Социализм, национализм. Была союзником Умереной партии.
- «Ичтимаи-е-Амиюн» («рус. социальная демократия») — политическая организация рабочих из Иранского Азербайджана в Баку, основанная в 1906 году. Во время Конституционной революции в Персии 1905—1911 годов, организация перенаправила фокус своей деятельности в Тебриз. Распущена в 1916 году.
- Демократическая партия[англ.] — основана в 1909 году как часть социал-демократической партии «Ичтимаи-е-Амиюн». В течение конституционного периода была одной из двух основных парламентских партий страны. Раскололась по вопросу реорганизации в 1918 году и в 1919 году прекратила своё существование. Социал-демократия, радикализм[англ.], прогрессивизм, национализм, секуляризм, конституционализм.
- Умеренная социалистическая партия[англ.] или просто Умеренная партия — умеренно-консервативная партия, основанная в 1909 году. В течение конституционного периода была одной из двух основных парламентских партий страны. Исламизм, умеренность, градуализм, консерватизм, конституционализм. Распущена в 1918 году.
- Общество за прогресс Ирана[англ.] — создана в 1909 году. Представляла интересы Южного Ирана. Прогрессивизм, либерализм, иранский национализм, конституционализм, антиимпериализм. Была союзником Умереной партии.
- Учёный совет[англ.] — политическая группа «жёстких правых» священнослужителей в 3-м меджлисе[англ.] (1914—1915), особенно настроенных против демократов. По словам Тураджа Дарьяи, он не считал себя партией и представлял собой группу. Выступала против политики централизации, секуляризации уголовного кодекса, налога на имущество, воинской повинности и избирательного права женщин.
- Партия «Адалят» («рус. справедливость») — социал-демократическая организация иранских иммигрантов в Баку, основанная в 1916 году. Рассматривала себя преемницей «Ичтимаи-е-Амиюн». В 1920 году была поглощена Коммунистической партией Азербайджана и Иранской коммунистической партией.
- Иранская коммунистическая партия — коммунистическая партия, действовавшая в Иране с 1920 года по 1941 год. Оставшиеся на свободе после разгрома конца 1930-х члены ИКП вошли в состав Народной партии Ирана (Туде), ставшей правопреемницей ИКП.
- Единая социалистическая партия[англ.] — образована в результате раскола Умеренной партии.
- Партия социальных реформаторов[англ.] — партия времён конституционного периода. Социализм.
- Партия модернизации[англ.] или Партия Возрождения — создана молодыми реформистами с западным образованием во главе с бывшими деятелями Демократической партии. Поддерживала Реза Пехлеви и помогла ему стать новым шахом Ирана. В первой половине 1920-х одна из четырёх ведущих парламентских партий. Прогрессивизм, либерализм, национализм, реформизм, секуляризм.
- Реформистская партия[англ.] — создана в 1918 году на базе Умеренной партии при участии ряда членов Демократической партии. В первой половине 1920-х одна из четырёх ведущих парламентских партий. Имела большинство в 4-м меджлисе. Запрещена в 1926 году. Исламизм, консерватизм, децентрализация.
- Молодёжная коммунистическая лига Персии[англ.] — молодёжная коммунистическая организация, основанная в 1920 году в разгар Гиланской революции. Вела агитационно-пропагандистскую деятельность и организовывала вооружённые акции против последователей Мирзы Кучек-хана. Разгромлена после поражения Гилянской революции.
- Социалистическая партия[англ.] — основана в 1921 году на базе Демократической партии. В первой половине 1920-х одна из четырёх ведущих парламентских партий и ведущая левая партия. Поддерживала Реза Пехлеви и помогла ему прийти к власти, в то же время выступила в парламенте против его восхождения на престол. Запрещена.
- Революционная республиканская партия Ирана[англ.] — умеренная левая партия, основанная в конце 1924 года иранской диаспорой в Германии. Опубликовала свою платформу в 1926 году. Социализм, реформизм, республиканизм.

### ПартииШаханшахского Ирана
- Новая партия Ирана[англ.] — недолго просуществовавшая партия, основанная в 1927 году министром двора Абдольхусейном Теймурташем в попытке сформировать однопартийное государство, которое мобилизовало бы народную поддержку нового шаха. Включила большинство существующих партий и претендентов на должности, в результате чего оказалась малоэффективной и в том же году была распущена. Фашизм, монархизм, секуляризм, антиклерикализм.
- Прогрессивная партия[англ.] или Партия прогресса — создана как проправительственная и прошахская в 1927 году А. Теймурташем взамен мертворождённой Новой партии по образцу партии Муссолини и партии Ататюрка. Распущена в 1932 году после падения Теймурташа по обвинению в республиканизме. Фашизм, монархизм, секуляризм.
- Молодёжная коммунистическая лига Ирана — создана как секция Коминтерна молодёжи в 1927 году после того как объединились ряд молодёжных коммунистических групп. Осенью 1928 года организация была подавлена вместе с другими левыми группами.
- Боевая партия[англ.] (1940-е) — националистическая организация, осудившая правление Реза-шаха и англо-советскую оккупацию Ирана. Придерживалась антисоветизма, прогерманской и франкофильской ориентации. Влилась в партию «Родина».
- Партия «Родина»[англ.], она же Национальная партия или Патриотическая партия (1940-е) — создана в результате объединения трёх партий: Боевой, Независимости и Патриотов. Пользовалась влиянием на западе Ирана благодаря своему лидеру Кариму Санджаби, который происходил из курдской знати. Слилась с Иранской партией. Национализм.
- Партия справедливости[англ.] (1941—1946) — создана группой интеллектуалов во главе с Али Дашти с целью противодействия коммунистам (Туде). Выступали за конституционную монархию в Иране и проведение реформ административной, правовой и образовательной систем. Правый центр; национализм, монархизм, реформизм, антикоммунизм.
- Лесная партия[англ.] (1941—1947) — была основана повстанцами и соратниками Мирзы Кучека-хана, которые пытались возродить в северном Иране Гилянскую ССР, существовавшую в 1920—1921 годах. Сепаратизм, социализм, национализм.
- Иранская партия[англ.] — организована в 1942 году. В 1949 году стала «костяком Национального фронта», ведущей организации иранских националистов, созданной Мохаммедом Мосаддыком. Входила в правительство Мосаддыка. Запрещена в 1957 году. Позднее несколько раз возрождалась и вновь запрещалась, большой роли на иранской политической сцене не играла. Левый центр; социализм, социал-демократия, демократический социализм, иранский национализм, либеральный социализм, либеральный национализм.
- Голубая партия[англ.] (1942—1953). Фашистская, германофильская, пронацистская партия. Крайне правые; ультранационализм, антикоммунизм.
- Партия товарищей[англ.] — создана в 1942 году антисоветски настроенным левым экономистом Мустафой Фатехом. Левые; социализм, политическое равенство для всех иранцев и национализация средств производства. В 1944 году пережила раскол, после того как депутаты от партии встали на сторону шахского режима во время забастовки Исфахане.
- Партия народной воли[англ.] (1943—1951) — создана как партия «Отечество», переименована в 1944 году. Антикоммунистическая партия англофилов во главе с Зияэддином Табатабаи. Играла важную роль в антикоммунистической деятельности. В феврале 1946 года ключевые члены партии были арестованы премьер-министром Ахмадом Кавамом. Возрождена в сентябре 1951 года, чтобы противостоять Мохаммеду Мосаддыку и движению за национализацию нефтяной промышленности, но просуществовала всего два месяца.
- Движение социалистов поклоняющихся Богу[англ.] — создана в 1943 году как Лига патриотических мусульман в результате объединения кружков старшеклассников и студентов. Одна из шести первоначальных организаций-членов Национального фронта. Действовала подпольно. Раскололась в 1947 году из-за разногласий по поводу участия в выборах в Меджлис и превращения движения в полноценную политическую партию. Исламизм, социализм, национализм.
- Социалистическая партия — появилась в 1944 году на базе радикального крыла Партии товарищей. Присоединилась к Объединённому фронту прогрессивных партий под руководством Туде в 1946 году и позднее была поглощена Туде.
- Партия национального единства[англ.] — монархическая партия, созданная на базе парламентской фракции с одноимённым названием. Выступала в поддержку шаха и за реализацию социально-консервативных программ, одновременно добиваясь американской помощи, особенно военной помощи, чтобы уравновесить влияние Великобритании и Советского Союза. Будучи консервативной, партия говорила о преимуществах социализма и переименовалась в Народную партию в августе 1944 года, чтобы бросить вызов партии Туде. Центризм; роялизм, консерватизм, социализм, антикоммунизм.
- Азербайджанская демократическая партия — коммунистическая просоветская партия, созданная в Иранском Азербайджане в 1945 году Джафаром Пишевари.
- Партия единства Ирана[англ.] — основана в 1946 году членами Иранской партии, недовольных её союзом с Туде. В 14-м меджлисе образовала коалицию с Национальным союзом и Социалистической партией. Центризм, социализм.
- Демократическая партия Ирана[англ.] (1946—1948) — партия старого каджарского дворянства и радикально-антибританских интеллектуалов, основанная премьер-министром Ахмадом Кавамом. Провозгласила себя наследницей Демократической партии каджарского Ирана. После отставки Кавама распалась. «Третий путь», национализм, реформизм.
- Арийская партия[англ.] — создана в 1947 году. Прошахская, финансируемая шахским двором, была известна как про-британской ориентацией и антикоммунистическими взглядами. При партии действовало военное крыло, тесно связанное с офицерами Иранской шахской армии. многие из которых являлись членами партии. Участвовала в перевороте 1953 года.
- Собрание мусульман-моджахедов[англ.] (1948—1955) — основана аятоллой Аболь-Касемом Кашани, приверженцем воинственного ислама. Выступала за осуществление шариата, отмену светских законов, в защиту национальной индустрии и единство мусульман против Запада.
- «Третья сила[англ.]» (1948—1960) — создана в результате раскола партии Туде противниками сталинизма и советской нефтяной концессии, выступавшими в пользу демократического социализма и за национализацию нефтяной промышленности Ирана. Пподдержали Национальный фронт и в 1951 году вошли в Пролетарскую партию иранского народа, которую покинул уже в октябре 1952 года после того, как перешли в оппозицию к правительству Мосаддыка. Идеология: социалистическо-националистическая философия развития на основе двух основных принципов: «Третья сила в целом», что означало дистанцирование от западных и восточных блоков; и «Третья сила в частности», то есть применение третьего пути в местных условиях. Она не стала важной партией, однако оказала огромное влияние на борьбу за иранскую демократию после государственного переворота 1953 года. Вошла в Общество иранских социалистов.
- Партия иранского народа[англ.] (1949) — создана в результате раскола Иранской партии в рамках Национального фронта и «Движения национального сопротивления». Партия основывалась на исламско-социалистической и иранской-националистической платформах, выступала за республиканский строй и в поддержку Мохаммеда Мосаддыка.
- Пролетарская партия иранского народа[англ.] (1951—1981) — социал-демократическая партия, выступавшая в поддержку национализации нефтяной промышленности Ирана и против партии Туде. В 1951 году раскололась по вопросу поддержки премьер-министра Мосаддыка. В то время как партия перешла в оппозицию к премьеру, расколькники, создав Пролетарскую партию иранского народа—Третья сила, выступили на стороне Мосаддыка. После свержения Мосаддыка партия выступила против военного правительства и подверглась репрессиям.
- «Меллиюн», она же Партия националистов (1957—1963) — основана 37-м премьерм-министром Манучехром Эгбалом по указанию шаха Мохаммеда Реза Пехлеви в рамках создания двухпартийной системы. Лидер — Манучехр Эгбал. Противостояла либеральной партии Мардом. Название партии было преднамеренно выбрано таким образом, чтобы сбить с толку общественность, поскольку термин «Меллиюн» (букв. «Националисты») использовалось для обозначения членов оппозиционного Национального фронта и других последователей Мохаммеда Мосаддыка. Монархизм, национал-консерватизм, антикоммунизм.
- Мардом (Народная партия) (1957—1975) — создана как лояльно-либеральная оппозиция партии «Меллиюн». Основатель — Амир Асадалла Алям. В общем и целом поддерживала политику шаха Пехлеви и Белую революцию, но выдвигала требования либерального и социального характера. В 1975 году объединилась с правящей партией Иране новин в структуру однопартийной системы Растахиз. Конституционный монархизм, либерализм, секуляризм.
- Партия исламской нации[англ.] (1950-е—1960-е) — левая исламская вооружённая группировкая, тайное общество, созданное против династии Пехлеви группой молодёжи среднего класса, в основном учиников старших классов и университетских студентов. Ультралевые; исламский социализм, революционный социализм, панисламизм, геваризм, шариатизм. В этой партии начали свою карьеру ряд известных в дальнейшем командиров Революционной гвардии, в том числе Джавад Мансури, Аббас Замани и Аббас Дуздузани.
- Общество иранских социалистов[англ.] (1960—1980-е) — основана активистами «Третьей силы» и рядом радикальных националистов, большинство из которых были склонны к социал-демократии, а некоторые к исламскому социализму. Была одним из основателей Второго Национального фронта (II), образовав крайне левое крыло фронта. После иранской революции присоединилось к Национально-демократическому фронту[англ.]. Официально присоединилось к Социалистическому Интернационалу после его учреждения.
- Иране новин (Партия Нового Ирана) (1963—1975) — учреждена на базе Партии Меллиюн в качестве новой правящей партии управляемой двухпартийной системы. Являлась фактически государственной партией, инструментом политики шаха Пехлеви, проводила курс Белой революции. Во главе партии стояли премьер-министры Ирана Хасан Али Мансур и Амир Аббас Ховейда. В 1975 году объединилась с партией Мардом в структуру однопартийной системы Растахиз. Конституционный монархизм, национализм, секуляризм, антикоммунизм.
- Организация партизан-фидаинов иранского народа (ОПФИН; 1963—1980) — леворадикальная марксистско-ленинская организация городских партизан. Образована посредством объединения двух оппозиционных групп (члены одной ранее были связаны с компартией Туде, другой — с Национальным фронтом Ирана) Вела вооружённую борьбу против шахского режима и сменившего его в ходе исламской революции режима аятолл. В 1979 году из ОПФИН вышли сторонники Ашраф Дехгани, которые начали действовать под названием Иранские народные партизаны-фидаины. В 1980 году ОПФИН разделилась на большинство и более радикальное меньшинство, каждое из которых сохранило за собой название организации.
- Освободительное движение народа Ирана[англ.] (JAMA) — основана в 1964 году Каземом Сами[англ.] и Хабиболла Пейманом[англ.] после раскола Партии иранского народа. Летом 1965 года перешла в подполье. В 1977 году раскололась. Пейман основал Движение воинствующих мусульман[англ.], Сами возродил организацию с той же аббревиатурой, но на этот раз обозначавшую «Революционное движение мусульманского народа Ирана». Исламский социализм, иранский национализм.
- Революционная коммунистическая организация (марксистско-ленинская)[англ.] (1969—1976) — основана коммунистами, выступавшими против «хрущёвского ревизионизма» и поддержавшими Мао Цзэдуна и его теорию «Народной войны» и Культурной революции в Китае. Вошла в состав создающегося Союза иранских коммунистов (сарбедаран)[англ.].
- Партия Ирана[англ.] (1970—1975) — небольшая партия времён управляемой двухпартийной системы, созданная в результате раскола Паниранистский партии. Имела одно место в 23-м Меджлисе (1971—1975). В руководстве доминировали интеллектуалы и университетские профессора. Ннационализм и антикоммунизм.
- Народно-демократический фронт[англ.] (1973—1974) — повстанческая группировка, выступавшую за вооружённую борьбу против режима Мухаммеда Резы Пехлеви. В июне 1973 года объединились с Организация партизан-фидаинов иранского народа (ОПФИН). Объединение сопровождалось идеологическими разногласиями. Часть лидеров НДФ противостояли ленинизму, который рассматривали как отклонение от марксизма. В 1974 году один из них был исключён, другой к тому времени погиб.
- Растахиз (Партия возрождения иранской нации) (1975—1979) — создана в решением шаха Пехлеви под руководством премьера Ховейды. Являлась партией власти, правящей структурой однопартийной системы. Авторитарными методами проводила шахскую политику на последнем этапе Белой революции. Распущена во время Исламской революции. Монархизм, национализм, секуляризм, антикоммунизм.
- Пейкар, она же Организация борьбы за освобождение рабочего класса и «Марксисты-моджахеды» (1975—1980-е) — представляла собой светскую группировку ОМИН, крупнейшей из партизанских группировок шахского Ирана. Пейкар основали члены ОМИН, заявившие, что «после десяти лет тайного существования, четырёх лет вооружённой борьбы и двух лет интенсивного идеологического переосмысления они пришли к выводу, что марксизм не ислам, а настоящая революционная философия», тем самым отвергнув левый исламистский модернизм народных моджахедов. Название Пейкар было принято в 1978 году. Пейкар был активен в начале 1980-х годов. К середине 1980-х прекратила своё существование как самостоятельная политическая сила. Ультралевые; марксизм-ленинизм.
- Единство коммунистических борцов[англ.] (1978—1983) — основана Мансуром Хекматом. Участвовала в иранской революции 1979 года, в том числе в создании рабочих советов. В связи с усилением репрессий в Иране сблизилась с курдскими маоистами из «Комалы[англ.]». Вместе они в сентябре 1983 года создали Коммунистическую партию Ирана.
- Организация борцов за свободу рабочего класса[англ.] (1979—1980-е) — коммунистическая партия, которая выступала против советской линии и партизанской доктрины. Ультралевые; марксизм-ленинизм.
- Радикальное движение Ирана[англ.] (1977—1980) — создана бывшими членами «Третьей силы» и участниками забастовке учителей 1961 года во главе с Мохаммедом Дерахшешем. Некоторые из радикалов были сотрудниками министерств образования и юстиции. Радикальное движение призывало к верховенству закона, освобождению политических заключённых и прекращению жестокости и пыток со стороны сил безопасности. Была в союзе с Мусульманской народной республиканской партией и противостояла клерикальной Исламской республиканской партии. Либерализм, прогрессивизм.

### Партии Исламской Республики
- Национально-демократический фронт[англ.] (1979—1981) — левоцентристская либеральная партия, основанная во время иранской революции 1979 года и вскоре запрещённая исламистским правительством. Лидером был Хедаятолла Матин-Дафтари, внук Мохаммеда Мосаддыка и сын четвёртого премьер-министра и юриста Ахмада Матин-Дафтари. Хотя партия просуществовала недолго, но успела стать одной из «трёх главных сил политического центра» в Иране в то время, и её запрет был одним из первых признаков того, что исламисты не потерпят существование в стране либеральных политических сил. Фактически представляла собой широкую коалицию групп и отдельных лиц, выступали против господства исламистских теократов. Была близка к Национальному фронту, но занимала более левые позиции. Выступала в защиту политических свобод, за гарантии прав личности, доступ всех политических групп к вещательным СМИ, «децентрализованную систему управления, основанную на всенародно избираемых местных советах», парламентскую демократию с равными правами для женщин, принятие Всеобщей декларации прав человека и ограничение президентских полномочий, за обуздание революционной гвардии, революционных судов и революционных комитетов. В 1981 году НДФ присоединился к Национальному совету сопротивления Ирана, но вскоре покинул его из-за разногласий по вопросу Ирано-иракской войны.
- Мусульманская народная республиканская партия Ирана (1979—1980) — партия сторонников аятоллы Шариатмадари, основанная во время иранской революции как «умеренный, более либеральный противовес» теократической, исламистской партии аятоллы Рухоллы Хомейни, вскоре распавшаяся. Центризм, клерикализм, исламская демократия, исламский либерализм, иранский национализм, плюрализм, социальный консерватизм, коллективное лидерство.
- Национальное движение сопротивления Ирана (1979—1991) — основана последним премьер-министром монархического Ирана Шапуром Бахтияром. Находясь в оппозиция режиму Исламской Республики и действуя в подполье и в изгнание, преследовала цель сближения национализма и конституционного либерализма, объединяя либералов, консерваторов и демократических социалистов, а также монархистов. Среди спонсоров партии были сестра-близнец последнего шаха Ашраф Пехлеви, иранский торговец оружием и бывший агент САВАК Горбанифар[англ.], баасистский Ирак, некоторые американские политик и Саудовской Аравии. Движение осуждало Национальный совет сопротивления Ирана и отвергало любые идеи сотрудничества с Масудом Раджави из ОМИН и первым президентом Ирана Абольхасаном Банисадром. В 1981 году был создан альянс с организацией «Азадеган» во главе с Бахрамом Арьяной. Также поддерживались хорошие отношения с Резой Пахлави II и Али Амини. Вело активную организационную, пропагандистскую и вооружённую борьбу против шиитской теократии Хомейни, выступало за конституционно-демократическую монархию. Распалось после убийства Бахтияра. Левый центр; национализм, либерализм, секуляризм, монархизм. Штаб-квартира располагалась в Париже.
- «Азадеган» (1979—1985, 1990—2000) — эмигрантская и подпольная антиисламистская организация сторонников династии Пехлеви во главе с шахским генералом Бахрамом Арьяна. Создана после Исламской революции, вела вооружённую борьбу против исламской республики, за восстановление шахского режима. Выступала с позиций крайне правого национализма, монархизма, антиисламизма и антикоммунизма, имела выраженный национал-социалистический уклон. Прекратила свою деятельность со второй половины 1980-х после смерти Арьяны. Штаб-квартира располагалась во Франции, боевики базировались в Турции и Ираке, оперативный штаб в турецком городе Ван.
- Форкан — радикальная террористическая организация 1976—1980 годов, соединяла шиитскую версию исламизма с воинствующим антиклерикализмом, выступала за «ислам без духовенства». Стояла на позициях леворадикального популизма, антикапитализма и в то же время антикоммунизма. Поддержала Исламскую революцию, но крайне враждебно отнеслась к хомейнистскому режиму Исламской республики. Вела подпольную вооружённую борьбу против теократии, совершила ряд терактов и политических убийств. Ликвидирована хомейнистскими органами безопасности.
- Организация моджахедов Исламской Революции[англ.] (1979—1986) — зонтичная политическая организация, объединявшая семь подпольных исламистских революционных полувоенных и гражданских организаций, которые ранее боролись против монархии Пехлеви. ОМИР была тесно связана с правящей Исламской республиканской партией и получила долю власти, три её члена были назначены министрами при премьер-министре Мир-Хосейне Мусави. В ОМИР входили такие известные люди как кинорежиссёр и сценарист Мохсен Махмалбаф, историк, публицист и диссидент Хашем Агаджари, военные и политики Мухаммад Боруджерди, Мохсен Резайи, Мохаммад Бакер Золькадр и Голям-Али Рашид Распалась из-за противоречий между левым и правым крыльями. Левые члены организации в 1991 году решили возобновить деятельность и создали левую партии реформистов ОМИРИ[англ.] (добавив слова «Иран» к названию). Часть правых члены общества основали в конце 1990-х годов партию принципалистов ОПИР[англ.].
- Демократический революционный фронт освобождения Арабистана (1979—1980) — националистическая повстанческая группировка, которая выступала за создание независимого от Ирана государства Арабистан в южной части провинции Хузестан. Утверждает, что в 1979 году оказала помощь аятолле Хомейни в свержении шаха. Но после восстания в Хузестане[англ.] в 1979 году фронт выступил против режима аятолл. Наиболее известной акцией фронта стал захват иранского посольства в Лондоне в 1980 году. Боевики фронта захватили двадцать шесть заложников и пригрозили казнить их, если из иранских тюрем не будут освобождены 91 арабский заключённый. В ходе операции «Нимрод» по освобождению заложников, бойцы Специальной авиационной службы убили лидера фронта и всех боевиков, кроме одного, без потерь для себя. Впоследствии фронт больше не совершал крупных атак.
- Коалиция угнетённых и обездоленных[англ.] (1988) — политический альянс трёх исламских левых групп, участвовавших в выборах в Меджлис 1988 года. В коалицию входили Исламская ассоциация учителей Ирана[англ.], «Рабочий дом[англ.]» и студенческая организация Бюро по укреплению единства[англ.]. Исламизм, социальное равенство, «простая жизнь», технократия и эгалитаризм. После выборов депутаты от коалиции объединились с реформистами из Ассоциацией боевого духовенства и сформировали самый большой блок в парламенте.
- Фонд «Азадеган» (1990—2000) — структура общедемократического и правозащитного характера под названием с девизом «Борьба за демократические перемены в Иране». Название, взятое из Шахнаме Фирдоуси, означает «Свободные духом» (иногда — «Рождённые свободными»).
- Коалиция групп Линии Имамов[англ.] (1990-е) — политический альянс, состоявших из исламских радикальных левых группировок, позднее переросших в реформистские партии. Будучи союзником Ассоциации боевого духовенства, коалиция одобрила её список на выборов 1992 года и выставила свой собственный список на выборах 1996 года. Объединяла ОМИРИ[англ.], Исламскую ассоциацию инженеров[англ.], Исламскую ассоциацию учителей[англ.], Исламскую ассоциацию Иранского Медицинского общества[англ.], Исламскую ассоциацию преподавателей университетов[англ.] и Бюро по укреплению единства[англ.]. Выступала против приватизации, делая упор на социальной справедливости, равном распределении богатства, государственном контроле над экономикой с использованием субсидий и нормирования. Во внешней политике поддерживала экспорт революции, поддержку исламских движений за рубежом и конфронтацию с США.
- Ассоциация защиты ценностей Исламской Революции[англ.] (1996—1999) — основана бывшим министром разведки и национальной безопасности Мохаммадом Рейшахри. Идеология была схожа с Ассоциацией воинствующего духовенства, её основу составили коллеги Рейшахри по Министерству разведки. Распалась, потерпев поражение на парламентских выборах 1996 года и президентских выборах 1997 года. Правые. Культурный консерватизм, социальная справедливость.
- Коалиция «За Иран»[англ.] (2004) — политический альянс восьми центристских реформистских партий, объединённый вокруг Ассоциацией боевого духовенства. Основной реформистский блок на выборах в Меджлис 2004 года, в то время как 2-й Хордадский фронт заявил, что решил «не участвовать, но отдельные группы могут самостоятельно решать, будут ли они участвовать». Помимо Ассоциации боевого духовенства коалиция включала в себя Ассамблею сил имама, «Лидеров строящегося Ирана», Исламскую партию солидарности Ирана, Исламскую ассамблею женщин, Исламскую ассоциацию инженеров, Исламскую рабочую партию и Рабочий дом.
- Фронт трансформационистов-принципалистов[англ.] (2005—2013) — альянс Общества преданных Исламской революции и Общества искателей пути Исламской революции. Являлись частью Объединённого фронта принципалистов и ближайшей группой к Фронту устойчивости Исламской революции. Фронт трансформационистов-принципалистов представлял собой новое поколение более молодых и обновлённых принципалистов, которые ранее были командирами Басиджа и Корпуса Стражей исламской революции. На выборах 2005 и 2013 годов они поддерживали Мохаммеда Багера Галибафа, в 2009 году — Махмуда Ахмадинежада.
- «Два общества[англ.]» (2006) — прозвище, данное коалиции двух влиятельных религиозно-политических групп, Ассоциации воинствующего духовенства и Общество преподавателей семинарии Кума. «Два общества» участвовали общим списком в выборах в Совет экспертов 2006 года[англ.] и выиграли 69 мест из 86. Они также доминировали в Совете стражей.
- Коалиция приятного аромата службы[англ.] (2006—2011) — политическая группа принципалистов, поддерживавшая Махмуда Ахмадинежада и его правительство. Название получила по фамилии лидера.[37] Правые и крайне правые; популизм, исламский фундаментализм.
- Партия Единства рабочих-коммунистов Ирана[англ.] (2007—2012) — организована группой членов Рабочей компартии Ирана во главе с женой Мансура Хекмата, радикальной феминисткой Азар Маджеди, нынешним лидером Али Джавади, а также Хомой Арджомандом и Сиавашем Данешваром. Придерживается идеологии рабочего коммунизма в интерпретации Хекмата. В 2012 году вступила в Рабочую компартию (хекматисты).
- Объединённый фронт принципалистов[англ.] (2008—2015) — коалиция иранских принципиалистов, созданная для участия в парламентских выборах 2008 и 2012 годов. Лидеры: аятолла и бывший премьер Мохаммад-Реза Махдави Кани (официальный) и президент Ирана с 2005 по 2013 год Махмуд Ахмадинежад (неофициально).
- Широкая коалиция принципалистов[англ.] (2008) — коалиция иранских принципиалистов, созданная для участия в парламентских выборах 2008 года. Отделились от Объединённого фронта принципалистов в преддверии выборов, потому что её участники полагали, что фракция Ахмадинежада, получила слишком много верхних мест в списках. Считали, что Меджлис должен быть более независимым от президента Ирана. Коалицию поддержали мэр Тегерана Мохаммад-Багер Галибаф, бывший глава Революционной гвардии Мохсен Резайи и бывшим переговорщиком по ядерным вопросам Али Лариджани.